# Palais Lengheimb (Bürgergasse)

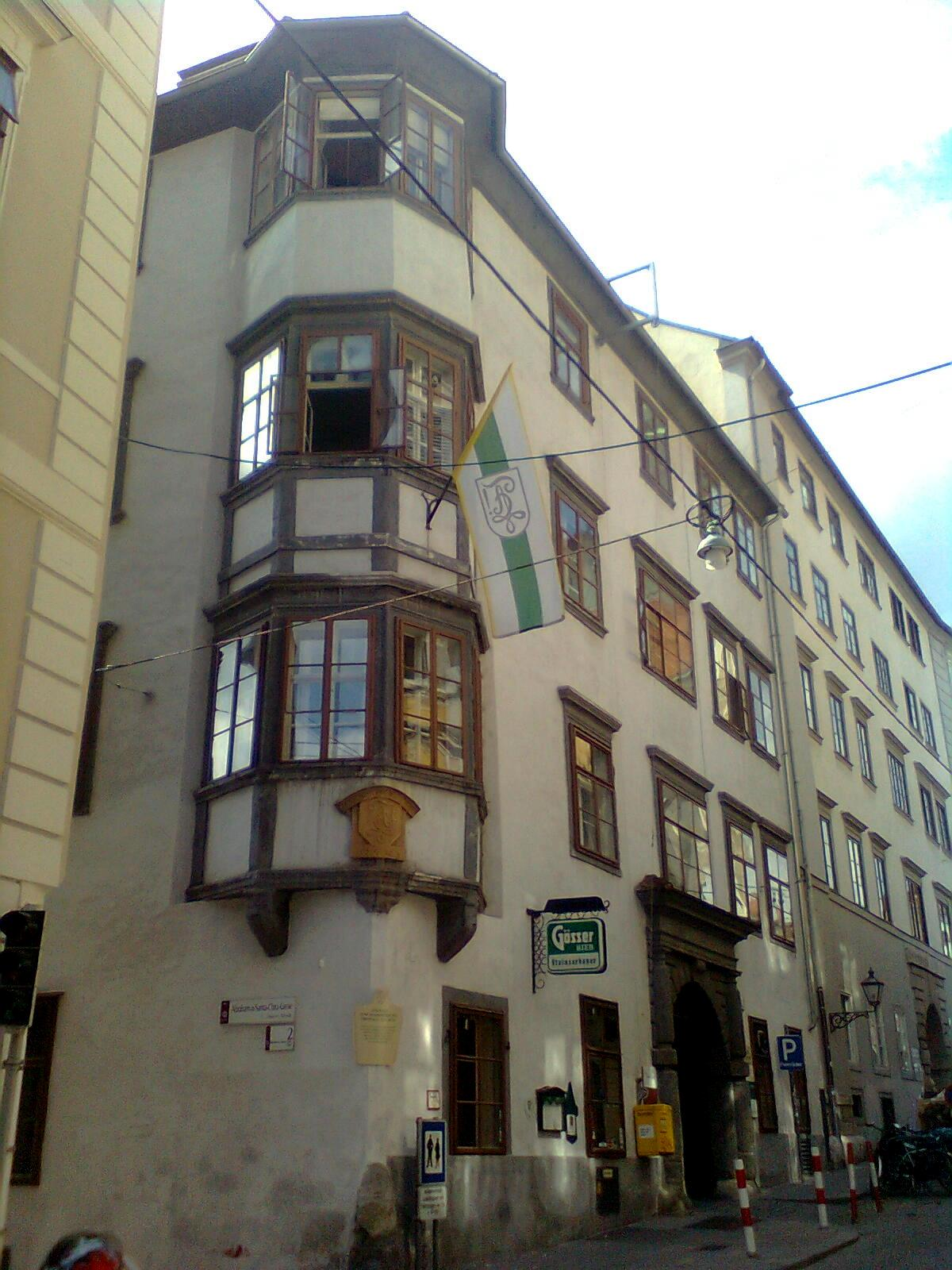
Palais Lengheimb

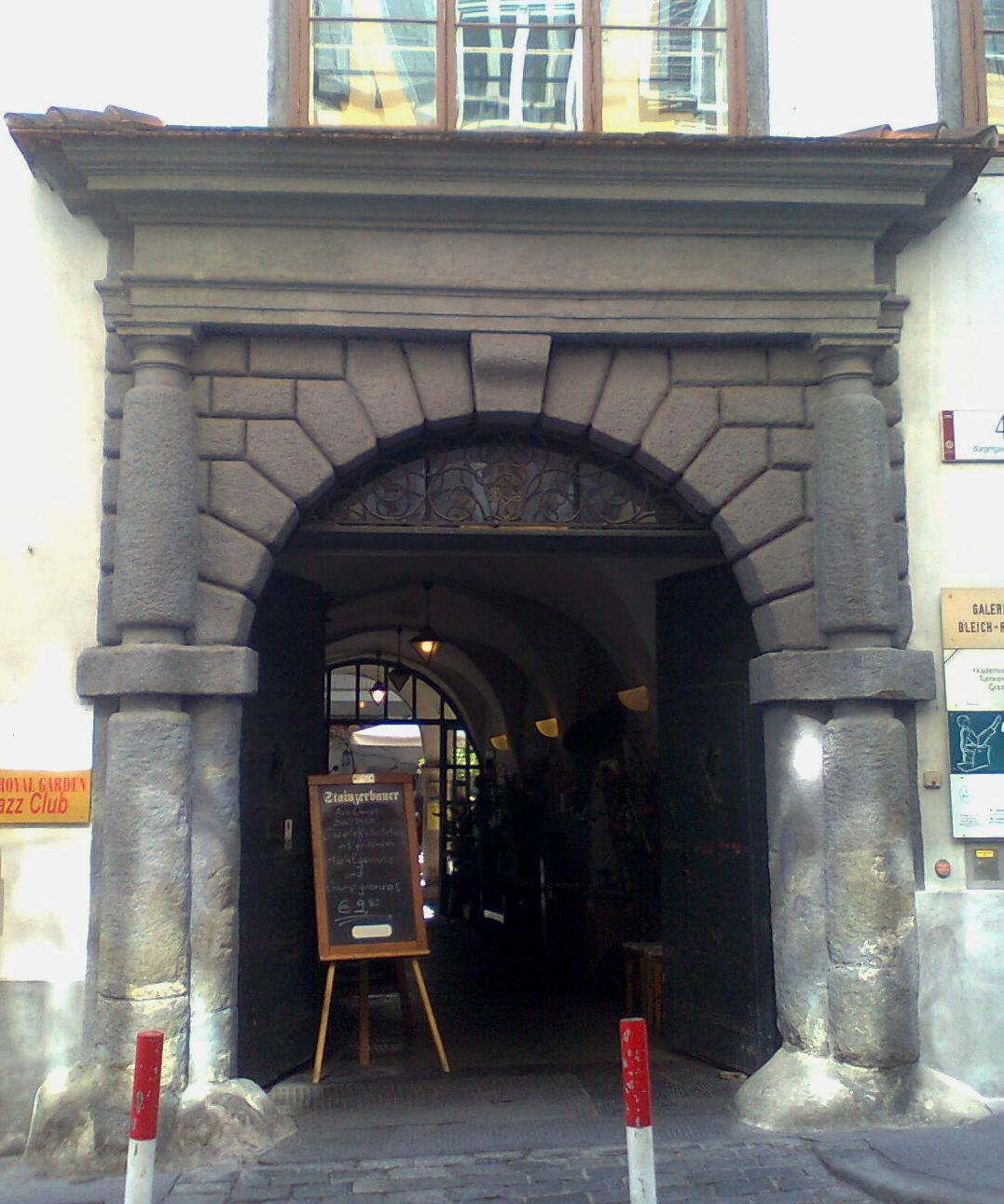
Portal

Das Palais Lengheimb ist ein ehemaliges Grazer Stadtpalais. Es befindet sich in der Bürgergasse im ersten Stadtbezirk Innere Stadt. Ein gleichnamiges Palais, das der Familie Lengheimb gehörte, steht in der Hans-Sachs-Gasse.

## Geschichte
Das Palais im Renaissance-Stil wurde im Jahr 1577 für Adam von Lengheimb errichtet und 1596 erstmals urkundlich erwähnt. Die nach Johann Siebmacher aus der Steiermark stammende, und ebenso in der Krain und Niederösterreich verzweigte Familie derer von Lengheimb (Adelsgeschlecht), die aber nach Herwig Ebner aus der Krain stammen soll, erwarb etliche Herrschaften, wie die oststeirischen Schlösser Kapfenstein und Pertlstein. 1620 wurde die Familie in den Freiherren- und 1674 in den Grafenstand erhoben.
Die Grafen Andreas und Max Adam von Lengheimb verkauften das Palais in der Bürgergasse 1732 an das Jesuitenkollegium, das in den benachbarten Gebäuden ein Priesterseminar unterhielt. Der Jesuitenorden ließ das Gebäude aufstocken. Nach der Aufhebung des Ordens 1773 in Graz übernahm die k.k. Hofkammer das Palais. Im 19. Jahrhundert kam es zu mehrfachen Besitzerwechseln. Von 1927 bis 1935 war es im Besitz des Akademischen Turnvereins. 1945, nach dem Zweiten Weltkrieg, wurde es von der steirischen Landesregierung übernommen, der Stadt Graz übergeben, die es schließlich dem Turnverein rückerstattete. Von 1960 bis 1963 kam es zu einer umfassenden Renovierung. Heute sind weite Teile der Räumlichkeiten vermietet.

## Architektur und Gestaltung
Ein besonderes Merkmal des viergeschoßigen Gebäudes mit seinen vier Flügeln ist ein über alle oberen Stockwerke reichender polygonaler Eck-Erker auf Kragsteinen. Unter dem Erker ist ein Eckprellstein aus der Erbauungszeit angebracht. Die Gliederung der schmucklosen Fassade erfolgt nur über die steingerahmten Fenster. Über das Renaissance-Portal mit zwei flankierenden Rundpfeilern und eisenbeschlagene Torflügeln aus dem 18. Jahrhundert erreicht man durch eine kreuzgratgewölbte Durchfahrt den Innenhof. Dort befinden sich Arkadengänge, die von toskanischen Säulen getragen werden. Eine Steintafel über einer Erdgeschoßarkade ist mit der Datierung des Baujahres (1577) versehen. 1996 wurden bei den Arkaden überputzte Sgraffiti freigelegt. Die Balkongänge an der Westseite wurden erst nachträglich im 19. Jahrhundert angebracht.